# Nathaniel Berry

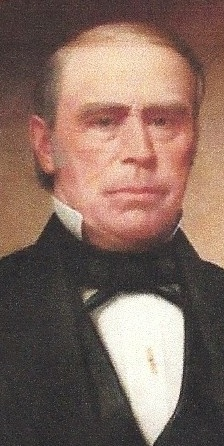
Nathaniel Springer Berry

Nathaniel Springer Berry (* 1. September 1796 in Bath, Maine; † 27. April 1894 in Bristol, New Hampshire) war ein US-amerikanischer Politiker und von 1861 bis 1863 Gouverneur des Bundesstaates New Hampshire.

## Frühe Jahre und politischer Aufstieg
Nathaniel Berry besuchte die öffentlichen Schulen seiner Heimat und machte dann eine Lehre im Gerbereigewerbe. Auch nach seinem Umzug nach New Hampshire arbeitete er als Gerber. Damals war er Mitglied der Demokratischen Partei. Zwischen 1828 und 1837 war er mehrfach Abgeordneter im Repräsentantenhaus von New Hampshire. Dieses Mandat hat er im Jahr 1854 noch einmal ausgeübt. Von 1835 bis 1836 war er außerdem Mitglied des Staatssenats. Im Jahr 1840 war er Delegierter zur Democratic National Convention, bei der Martin Van Buren erneut als Präsidentschaftskandidat nominiert wurde. Während des nun folgenden Wahlkampfs überwarf er sich mit seiner Partei und schloss sich der Free Soil Party an, für die er im Jahr 1846 erfolglos für das Amt des Gouverneurs kandidierte. Auch in den folgenden Jahren bis 1850 wurde er von dieser Partei immer wieder als Spitzenkandidat für die Gouverneurswahlen nominiert. Obwohl die Partei in diesen Jahren etwas stärker wurde, hatte sie aber keine Chance auf einen Sieg bei diesen Wahlen.
Zwischen 1841 und 1850 war Berry außerdem Mitglied des Berufungsgerichts im Grafton County, und er war 23 Jahre lang als Friedensrichter tätig. Außerdem war er von 1856 bis 1861 Richter an einem Nachlassgericht im Grafton County. In den 1850er Jahren ging seine Partei in der neu entstandenen Republikanischen Partei auf, deren Mitglied Berry nun wurde.

## Gouverneur von New Hampshire
Im Jahr 1861 wurde Nathaniel Berry zum Gouverneur seines Staates gewählt. Er trat sein neues Amt am 6. Juni 1861 an und konnte nach einer Wiederwahl im Jahr 1862 bis zum 3. Juni 1863 in diesem Amt bleiben. Seine gesamte Amtszeit war von den Ereignissen des Bürgerkriegs überschattet. Der Gouverneur unterstützte wie sein Vorgänger die Kriegsanstrengungen der Bundesregierung. Damals rüstete der verhältnismäßig kleine Staat 15 Infanterieregimenter, drei Kompanien mit Scharfschützen, vier Kavalleriekompanien und eine schwere Artilleriekompanie aus. Gouverneur Berry war Vorsitzender einer Konferenz in Pennsylvania, auf der 22 Gouverneure der Nordstaaten ihre Solidarität mit Präsident Abraham Lincoln bekundeten und diesem politisch den Rücken stärkten.

## Weiterer Lebensweg
Im Jahr 1863 verzichtete Berry auf eine erneute Kandidatur. Er zog sich aus der Politik in seinen Ruhestand zurück und starb im Jahr 1894 im Alter von 97 Jahren. Nathaniel Berry war zweimal verheiratet und hatte insgesamt zwei Kinder.